# متنزه نيروبي الوطني
متنزه نيروبي الوطني هو متنزه وطني يقع في كينيا تأسس في 1946.
اكتسبت الحديقة لقب "Kifaru Ark"، وهو دليل على نجاحها كملاذ لحيوان وحيد القرن. المتنزه هو موطن لأكبر كثافة في العالم وحيد قرن (أكثر من 50)، على الرغم من أن إجراءات مكافحة الصيد الجائر في المتنزه لم تمنع الصيادين من قتل وحيد قرن في أغسطس 2013 ثم مرة أخرى في يناير 2014. كانت أولى الهجمات المماثلة في ست سنوات، وتعكس السعر الحالي للسوق الأسود الآسيوي المرتفع للغاية لقرون وحيد القرن.